# SN 2006fg
SN 2006fg – supernowa typu II odkryta 28 sierpnia 2006 roku w galaktyce A003820-0017. W momencie odkrycia miała maksymalną jasność 19,10m.